# Xochitlalpa
Xochitlalpa är en ort i Mexiko.   Den ligger i kommunen Coyomeapan och delstaten Puebla, i den sydöstra delen av landet, 250 km sydost om huvudstaden Mexico City. Xochitlalpa ligger 2 053 meter över havet och antalet invånare är 388.
Terrängen runt Xochitlalpa är kuperad norrut, men söderut är den bergig. Runt Xochitlalpa är det ganska tätbefolkat, med 60 invånare per kvadratkilometer. Närmaste större samhälle är Coxcatlán, 7,0 km väster om Xochitlalpa. I omgivningarna runt Xochitlalpa växer huvudsakligen savannskog.